# Bårdshaug Station
Bårdshaug Station (Bårdshaug stasjon eller Bårdshaug stoppested) er en jernbanestation på Thamshavnbanen, der ligger i Bårdshaug i Orkdal kommune i Norge.
Stationen åbnede som holdeplads, da den første del af banen mellem Thamshavn og Svorkmo blev taget i brug 15. juli 1908 efter at være blevet indviet 10. juli 1908. Oprindeligt hed stationen Baardshaug, men den skiftede navn til Bårdshaug i 1921. Den blev nedgraderet til trinbræt 1. marts 1931. Den blev nedlagt 30. april 1963, da al trafik på banen med undtagelse af transport af svovlkis fra Løkken til Thamshavn blev indstillet.
Stationen skrev sig ind i norsk historie, da transformatorstationen på den blev sprængt under 2. verdenskrig i sabotageaktionen Operasjon Redshank 4. maj 1942. Det var den første sabotageaktion på norsk grund, der var godkendt af den norske eksilregering i London,
Stationsbygningen blev opført til åbningen i 1908 efter tegninger af Finn Knudsen. Efter nedlæggelsen blev den sammen med kollegaen fra Solbusøy flyttet til Bårdshaug herregård hotell, hvor de blev benyttet som hotelrum.
Stationen blev taget i brug igen i 2001 som nordlig endestation for veterantogene, der var begyndt at køre på Thamshavnbanen i 1983. I forbindelse med banens 100 års jubilæum blev der åbnet en kopi af den gamle stationsbygning 1. juni 2008. Stationen drives i dag af Evjensgrenda Velforening med salg af is, saft, kaffe mv. til passagererne i veterantogene.